# HD150716
HD150716 — хімічно пекулярна зоря спектрального класу
A0 й має видиму зоряну величину в смузі V приблизно  9,7.

## Пекулярний хімічний склад
Зоряна атмосфера HD150716 має підвищений вміст 
Si
.